# Cantagalo (Sao Tomé)
Cantagalo (Pico Cantagalo) ist ein Berg auf São Tomé und Príncipe. Der Gipfel gibt dem Verwaltungsdistrikt Cantagalo seinen Namen.

## Geographie
Der Cantagalo ist einer Gipfel, die den Südrand des Tales des Rio Abade begleiten und eine Abstufung zum Pico Cágunguê im Süden bilden. Der Gipfel erhebt sich über der Siedlung Claudino Faro (Bernardino Faro). Der Berg ist bewaldet und an seinen Hängen entspringen Zuflüsse des Rio Abade. Im Osten schließt sich der Mizambu an und im Westen der Pico Formoso Grande.